# Пасі Паавісто
Пасі Паавісто (фін. Pasi Paavisto, Гар'явалта, Фінляндія) — колишній фінський стронгмен та паверліфтер. Кілька разів займав призові міста у змаганнях з паверліфтинґу серед юнаків а також виграв срібло у 1990 році у ваговій катеґорії більш ніж 125 кілоґрам. Після закінчення кар'єри паверліфтера подався у стронґмен. Найвище досягнення — третє місце у змаганні Найсильніша Людина Фінляндії.
Нині працює масажистом у своєму рідному місті Гар'явалта.